# Flora de les Illes Balears

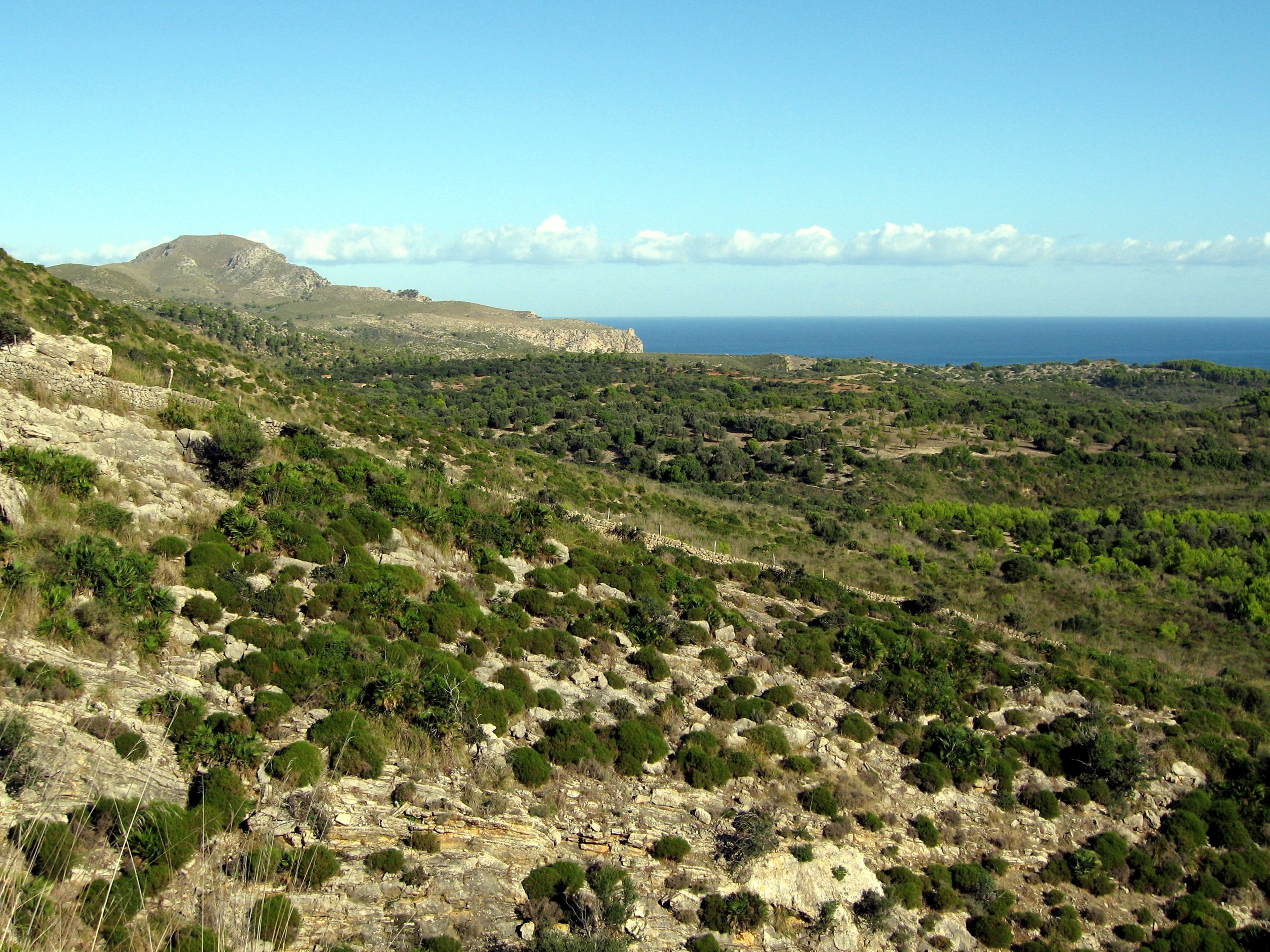
Flora a la península de Llevant, a Mallorca

La flora de les Illes Balears és el conjunt de vegetació que es troba a les illes Balears. Els boscos característics en són la pineda, l'alzinar i l'ullastrar menorquí.

## Pinar o pineda
Bosc característic de la regió mediterrània, on hi trobam els seus principals representants, Pinus halepensis i Pinus pinea. Són arbres perennifolis, amb fulles de morfologia acicular.

### Pinus halepensis
És el pi que forma tots els pinars de les Illes Balears. Té l'escorça blanquinosa, a diferència de Pinus pinea que la té vermellosa. Té les fulles curtes i estretes en comparació amb altres espècies de pins. Hi ha un exemplar endèmic de les illes Balears, la var. ceciliae.

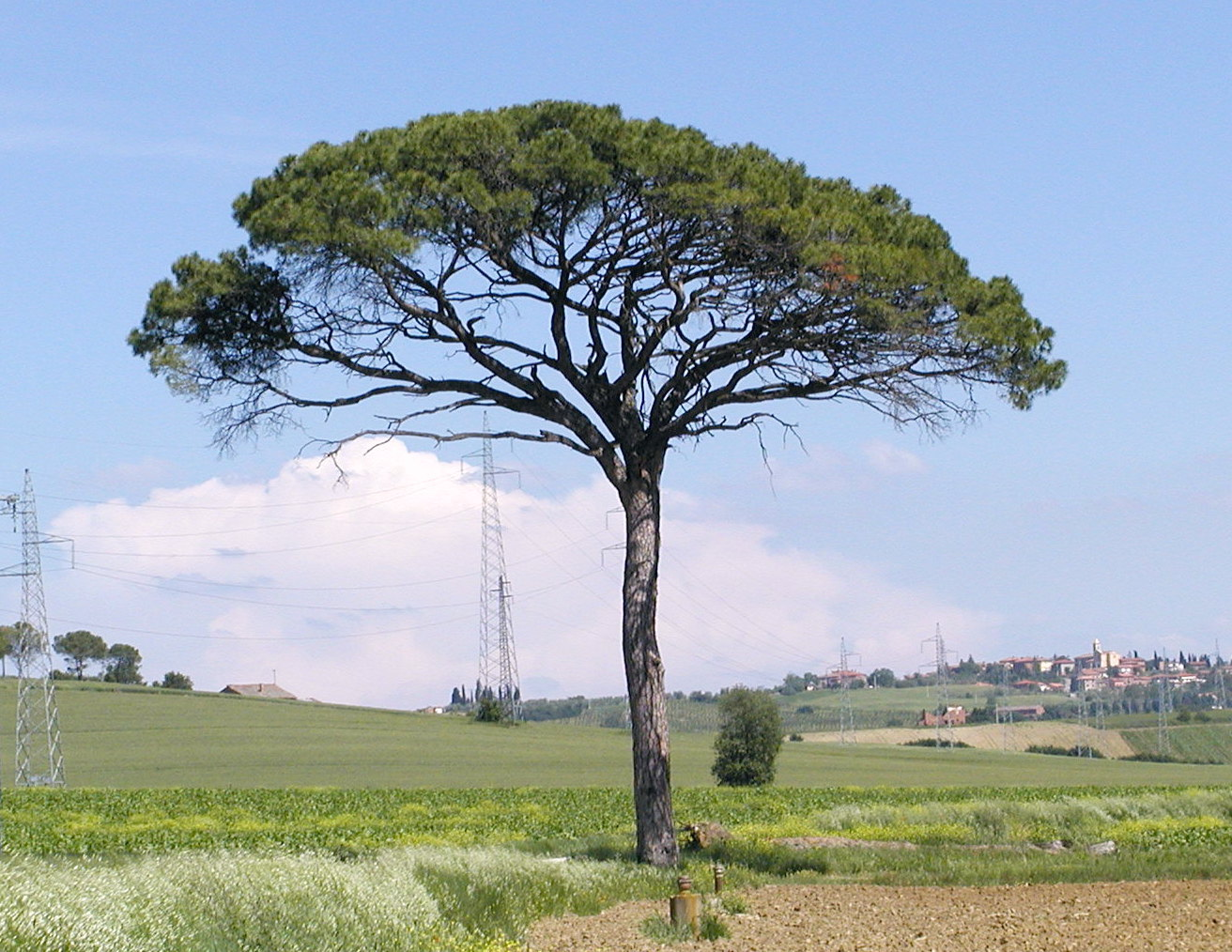
Pi

### Pinus pinea
També anomenat pi ver és un arbre que pot superar els 25 m d'alçada, i amb l'escorça marró vermellosa. El tronc, després d'anys es divideix en branques del mateix gruix, generant una copa arrodonida característica. Les pinyes maduren el tercer any, diferenciant-se amb aquesta característica dels altres pins, on tarden dos anys. Són oval- esfèriques, de 8-14 cm de longitud. Poden estar a l'arbre molts d'anys.

#### Llista d'espècies de pi de la regió europea
- Pinus canariensis
- Pinus halepensis
- Pinus pinea
- Pinus pinaster
- Pinus nigra
- Pinus uncinata
- Pinus sylvestris

## Alzinar

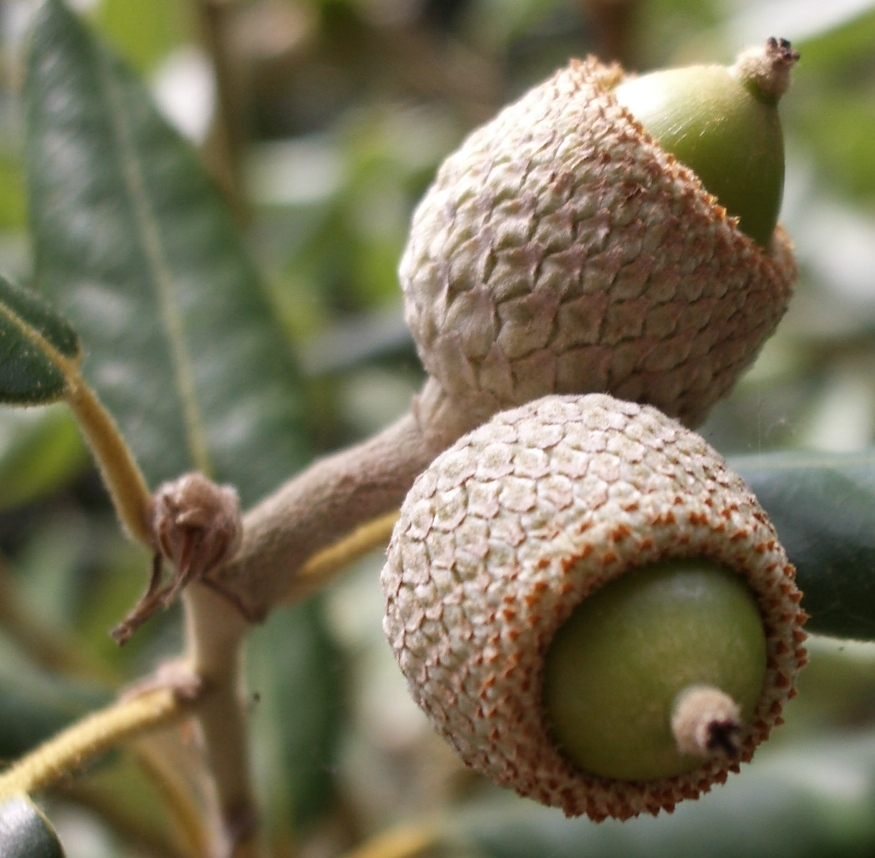
Alzina

Bosc característic de la regió mediterrània.

### Quercus ílexsubspílex
Alzina amb la fulla allargada, de color verd fosc a l'anvers. Al revers presenta molts de nervis, característica que la diferencia d'altres subespècies. La gran variabilitat i la morfologia de les fulles en fan difícil la seva identificació. Forma la comunitat de bosc de les zones més humides, amb més de 500mm de precipitació atmosfèrica. Es pot localitzar a les illes de Mallorca, Menorca i Formentera. El seu fruit és l'aglà.

### Quercus ílexsubspballota
Aquesta alzina, també anomenada carrasca, té les fulles més arrodonides, de color verd grisenc per l'anvers i grisa i amb pocs nervis al revers. Aquests caràcters la diferencien de la subsp. ilex. De tota manera la gran variabilitat de la morfologia de les fulles sempre fa difícil la identificació. Es pot localitzar a Mallorca i a Eivissa.

## Ullastrar menorquí

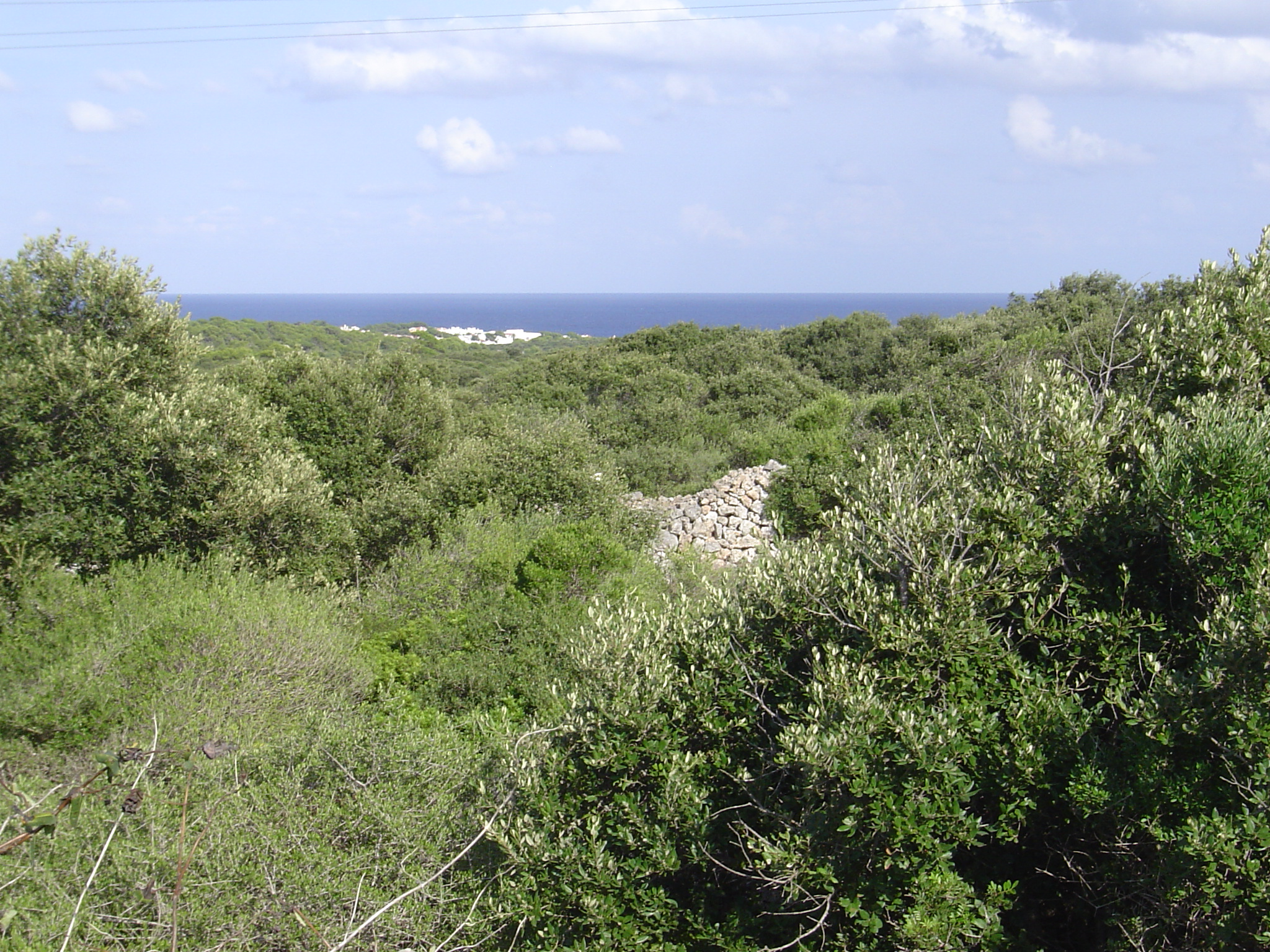
Ullastrar de Menorca

L'ullastrar menorquí (Prasio-Oleetum silvestris) és una màquia densa, sovint impenetrable, que pot arribar als dos o tres metres d'alçària i formada per plantes adaptades a la manca d'aigua, amb fulles perennes, dures, petites, fines i espinescents. És una pobre en endemismes però molt diferent de les altres màquies del litoral ibèric, ja que no hi ha herbes, garrofers ni garrics.
L'aspecte d'aquesta comunitat és el mateix al llarg de tot l'any, malgrat que a l'estiu les poques plantes herbàcies que s'hi fan estan seques. Les espècies dominants són l'ullastre, la mata, l'aladern, l'arangí bord i la vidalba baleàrica.

## Endemismes

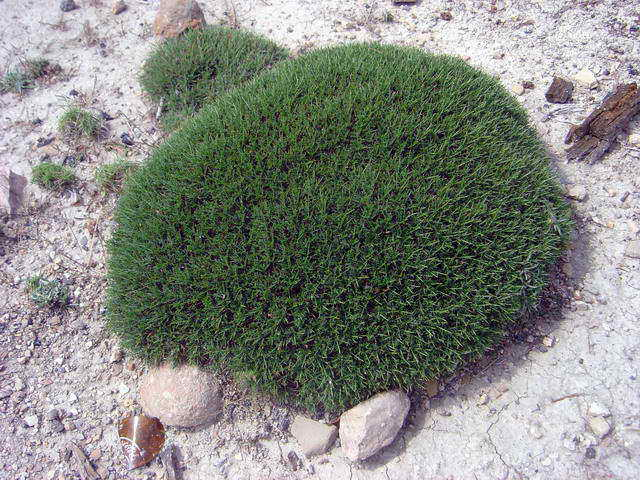
Una planta endèmica balear és lAstragalus Balearicus

Algunes plantes endèmiques de les illes Balears són el borinot, la brutònica, el boix baleàric, la camamil·la de muntanya, la carnassa, la col borda, el dafne menorquí, la didalera, l'eixorba-rates blanc, l'eriçó, l'estepa Joana, el gatovell, el llampúdol bord, la lleteresa de les Pitiüses, el pa porcí, la panconia de penyal, el pi blanc, la rotgeta, la viola jaubertiana i la violeta de penyal.